# Ferdinand Schauss
Wilhelm Ferdinand Schauss, auch Guillaume Ferdinand Schauss (* 27. Oktober 1832 in Berlin; † 20. Oktober 1916 in Charlottenburg), war ein deutscher Porträt- und Genremaler.

## Leben
Ferdinand Schauss war ein Sohn des gleichnamigen, der Berliner französisch-reformierten Gemeinde angehörenden Kaufmanns Wilhelm (Guillaume) Ferdinand Schauss (1797–1879) und dessen Ehefrau Caroline Emilie, geb. Partholge (1801–1886). Er besuchte bis 1851 das Friedrichswerdersche Gymnasium und wurde dann Schüler von Carl Steffeck an der Königlich Preußischen Akademie der Künste in Berlin. Ab 1856 setzte er seine Studien bei Léon Cogniet in Paris fort. Auf Studienreisen besuchte er England, Holland, Belgien, Italien und Spanien, besonders zum Studium von Porträts der alten Meister. 1874 wurde er zum Professor an die Großherzoglich-Sächsische Kunstschule Weimar berufen. Diese Funktion übte er aus bis 1876, kehrte dann noch im selben Jahr nach Berlin zurück.
Er wurde durch seine mythologischen Szenen, besonders aber durch seine Porträts bekannt.

## Familie
Schauss wuchs mit drei Geschwistern auf; der Schwester Marie Emilie (verh. Enslin; 1831–1898) und den Brüdern Charles Emile (1834–1875) und Paul Eduard (1836–1917). Der Bildhauer Martin Schauss war sein Neffe, Sohn seines Bruders Charles Emile.
Er heiratete am 16. Oktober 1867 in Berlin (Johanna Caroline) Maria Brendel (* 3. Oktober 1852; † 30. Oktober 1931), Tochter des Berliner Kaufmanns Carl Friedrich Otto Brendel (1820–1887) und dessen Frau Sophie Wilhelmine Elise Brendel, geb. Immich (1826–1869). Der Ehe entstammten der Sohn Ferdinand Joachim (1877–1958) und die Tochter Maria Katharina (1878–1960). Schauss starb kurz vor Vollendung seines 84. Lebensjahres in Charlottenburg. Die Grabstelle der Familie befindet sich auf dem Französischen Friedhof II an der Liesenstraße.
Schauss war durch die Schwester seiner Frau, Dorothea Brendel (1858–1945), ein Schwager von Max Thedy, Professor an der Weimarer Kunstschule. Schauss’ Schwiegervater war ein Vetter des Tiermalers Albert Brendel.

## Werke (Auswahl)

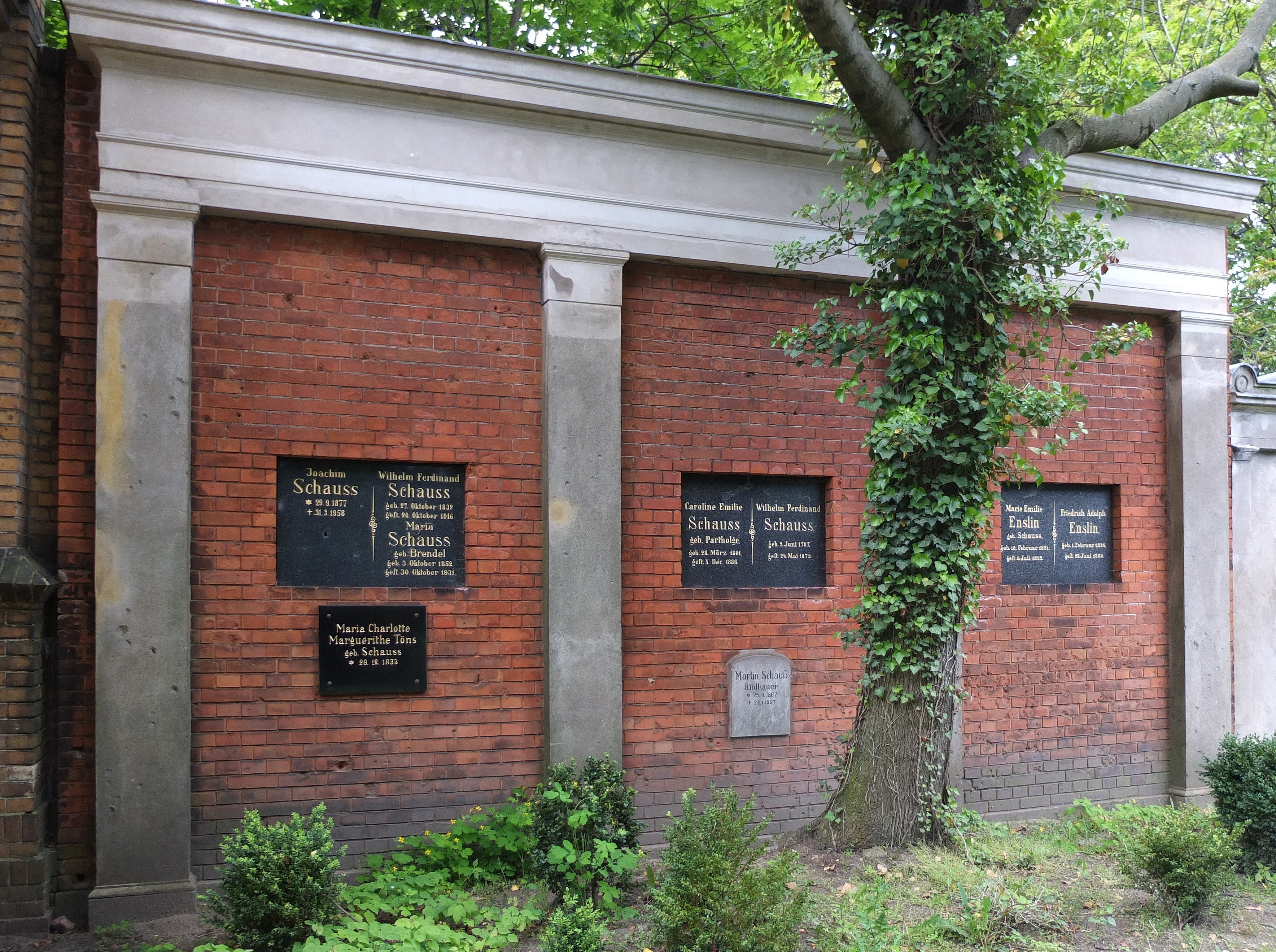
Grabanlage der Familie Schauss

Ferdinand Schauss war mit seinen Werken regelmäßig vertreten auf den Ausstellungen der Akademie der Künste zu Berlin, den „Großen Berliner Kunstausstellungen“, im Münchener Glaspalast wie auch auf den Wiener Jahresausstellungen.
- Porträt des Frl. Désirée Artôt, 1866
- Amoretten, 1870
- Die Nymphe Kallisto, 1870
- Johanes der Täufer als Kind, 1872
- Dryade, lebensgroße Figur, 1874
- Genoveva, 1874
- Porträt des Abbé Franz Liszt, 1875
- Das Bad, 1876
- Leander, 1877
- ruhende Nymphe, 1883
- Potsdamer Brücke in Berlin, 1890
- Bildnis eines Herrn, 1894
- Verblüht, 1895
- Bildnis des Prof. Jul. Jacob, 1896